# Хугаева, Валерия Вячеславовна
Вале́рия Вячесла́вовна Хуга́ева (урожд. Старченко; 2 ноября 1927, Пятигорск — 25 февраля 2025, Северная Осетия) — советская и российская театральная актриса и педагог. Народная артистка Республики Северная Осетия — Алания, народная артистка РСФСР (1971).

## Биография
Родилась 2 ноября 1927 года в Пятигорске. В возрасте трёх лет, вместе с семьёй переехала в Москву.
В 1947 году поступила в ГИТИС имени Луначарского, в мастерскую проф. Иосифа Раевского. На 1-м курсе познакомилась со своим будущим мужем Георгием Хугаевым (1922—2005), и по окончании института они поженились. Прожили вместе 56 лет вплоть до смерти Хугаева. В 1951 году с отличием окончила институт.
В 1951 году принята в Русский театр г. Орджоникидзе (ныне Владикавказ), в котором служила до последних дней жизни. За годы работы в театре сыграла более 200 ролей.
В 1971 году в ходе гастролей Русского театра в Москве, исполнила роль миссис Севидж в одноимённом спектакле, который произвёл фурор в культурной жизни Москвы. За данную роль Хугаева была удостоена звания «Народная артистка РСФСР». Имеет звание народной артистки Республики Северная Осетия.
Скончалась 25 февраля 2025 года на 98 году жизни в Северной Осетии. Похоронена на Аллее Славы во Владикавказе, рядом с супругом.

## Творчество

### Роли в театре
- Анисья — («Власть тьмы» — Толстой Л. Н.)
- Аркадина — («Чайка» — Чехов А. П.)
- бабушка — («Деревья умирают стоя» — Касона А.)
- Бернарда Альба — («Дом Бернарды Альбы» — Лорка Ф.-Г.)
- Елена Тальберг — («Дни Турбиных» — Булгаков М. А.)
- Катарина — («Укрощение строптивой» — Шекспир У.)
- Кручинина — («Без вины виноватые» — Островский А. Н.)
- Лидия Васильевна — («Старомодная комедия» — Арбузов А. Н.)
- Мария Александровна — («Дядюшкин сон» — Достоевский Ф. М.)
- Марта-Изабелла — («Деревья умирают стоя» — Касона А.)
- миссис Севидж — («Странная миссис Севидж» — Патрик Дж.)
- миссис Эрлин — («Веер леди Уиндермир» — Уайльд О.)
- Надежда — («Последние» — Горький М.)
- Ольга — («Годы странствий» — Арбузов А. Н.)
- Рашель — («Васса Железнова» — Горький М.)
- Роза — («Ретро» — Галин А.)
- Соколова — («Последние» — Горький М.)
- Толгонай — («Материнское поле» — Айтматов Ч.)
- Тугина — («Последняя жертва» — Островский А. Н.)
- Фатима — («Фатима» — Хетагуров К. Л.)
- Шаманова — («Таня» — Арбузов А. Н.)
- Эда — («Бабочка! Бабочка!» — Николаи А.)
- Эмилия Марти — («Средство Макропулоса» — Чапек К.)

### Роли в кино
- 1982 — «Загадка кубачинского браслета» — мать Саиды (Северо-Осетинская киностудия)

## Награды
- Орден «Знак Почёта» (1986)[5]
- Народная артистка РСФСР (1971)
- Народная артистка Республики Северная Осетия
- Заслуженная артистка РСФСР (1960)
- Медаль «Во Славу Осетии»
- Государственная премия РСО-Алания им. К. Л. Хетагурова